# Cerimonia del caffè

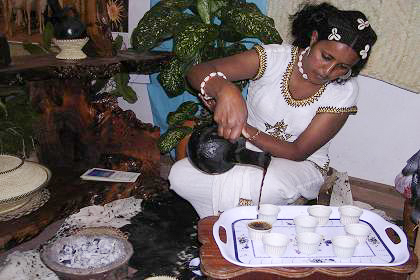
Una donna eritrea versa il tradizionale caffè nella finjal dalla jebena.

La cerimonia del caffè (ቡና ማፍላት) è una forma rituale di bere il caffè in Etiopia ed Eritrea. Essa è una delle influenze più riconoscibili della cultura araba, in quella eritrea ed etiopica. Il caffè viene offerto agli amici, durante le feste, oppure come una pausa nella vita quotidiana. Se l'offerta del caffè è gentilmente declinata, molto probabilmente verrà servito del tè (shai).

## Preparazione
Per prima cosa si provvede alla torrefazione del caffè verde sui carboni ardenti in un braciere. Una volta che i chicchi vengono tostati ogni partecipante ha la possibilità di annusare il fumo aromatico che si diffonde nella stanza. Segue poi la macinazione dei chicchi, tradizionalmente in un  mortaio di legno con un pestello dello stesso materiale. Il caffè macinato viene poi messo in un'anfora speciale in ceramica per la  bollitura. La jebena è generalmente costituita di ceramica ed ha un corpo sferico, un collo alto, e beccuccio sottile e un manico. Quando il caffè bolle, se ne versa un po' in una tazza per raffreddarlo, e poi viene rimesso nella caffettiera. Infine si serve, rovesciando lentamente la caffettiera in modo che la polvere resti depositata sul fondo. Talvolta si usa un filtro di crine o altro materiale.

## Servizio
La padrona di casa versa il caffè a tutti gli astanti in piccole tazzine senza manico senza smettere fino a quando ogni tazza è piena. Il caffè viene servito tre volte: il primo giro si chiama Awel in tigrino, il secondo kale'i e il terzo bereka (benedetto). La cerimonia del caffè può anche includere la combustione di vari aromi come incenso e gomma arabica, e spesso viene servito con pop corn.